# Grand Prix de Wallonie 1985
La 26e édition du Grand Prix de Wallonie a eu lieu le 21 septembre 1985. Elle a été remportée par le France Marc Madiot.

## Classement final
Marc Madiot remporte la course en parcourant les 228 kilomètres en 5 h 54 à la vitesse moyenne de 38,644 km/h.
| Classement final, | Classement final,  | Classement final, | Classement final,                     | Classement final, |
|                   | Coureur            | Pays              | Équipe                                | Temps             |
| ----------------- | ------------------ | ----------------- | ------------------------------------- | ----------------- |
| 1er               | Marc Madiot        | France            | Renault-Elf                           | en 5 h 54 min 0 s |
| 2e                | Joop Zoetemelk     | Pays-Bas          | Kwantum-Decosol-Yoko                  | + 3 s             |
| 3e                | Claude Criquielion | Belgique          | Hitachi-Splendor-Sunair-Marc          | + 10 s            |
| 4e                | Robert Millar      | Royaume-Uni       | Peugeot-Shell-Michelin                |                   |
| 5e                | Michel Dernies     | Belgique          | Lotto-Merckx-Campagnolo-Vermarc Sport |                   |
| 6e                | Jan Wijnants       | Belgique          | Tonissteiner-Torhout Werchter-Basf    |                   |
| 7e                | Guido Van Calster  | Belgique          | Ariostea-Benotto                      |                   |
| 8e                | Ludo Peeters       | Belgique          | Kwantum-Decosol-Yoko                  |                   |
| 9e                | Theo de Rooij      | Pays-Bas          | Panasonic-Raleigh                     |                   |
| 10e               | Pascal Robert      | France            | Renault-Elf                           |                   |
| modifier          |                    |                   |                                       |                   |